# 1196

## Esdeveniments
Països Catalans
- Gent enviada per Arnau de Castellbò i pel comte de Foix saquegen la Seu d'Urgell i la seva santa catedral[1]

Resta del món

## Naixements
Països Catalans
Resta del món

## Necrològiques
Països Catalans
- 25 d'abril, Perpinyà (el Rosselló) - Alfons I el Cast o el Trobador, primer rei de la Corona d'Aragó (n. 1154)[2]

Resta del món